# La Ferrière-au-Doyen
La Ferrière-au-Doyen – miejscowość i gmina we Francji, w regionie Normandia, w departamencie Orne.
Według danych na rok 1990 gminę zamieszkiwało 197 osób, a gęstość zaludnienia wynosiła 9 osób/km² (wśród 1815 gmin Dolnej Normandii La Ferrière-au-Doyen plasuje się na 689. miejscu pod względem liczby ludności, natomiast pod względem powierzchni na miejscu 98.).